# Голдин, Николай Васильевич
Николай Васильевич Голдин (30 марта 1910, Гришино, Екатеринославская губерния — 2001, Москва) — советский государственный деятель, министр строительства предприятий тяжелой индустрии СССР (1967—1986). Герой Социалистического Труда. Лауреат Государственной премии СССР.

## Биография
Родился в семье железнодорожника. В 1937 году окончил Харьковский электротехнический институт по специальности «инженер-электрик».
С 1937 — инженер, в 1938 году начальник районного монтажного бюро, с 1938 года — заведующий специальным проектным бюро треста «Электромонтаж» в Харькове.

Могила Голдина на Новодевичьем кладбище Москвы.

С 1939 — заместитель начальника производственно-распорядительного отдела Главэлектромонтажа наркомата строительства СССР.
С 1941 — управляющий трестом «Центроэлектромонтаж» наркомата строительства СССР.
С 1946 — начальник «Главэлектромонтажа» Министерства строительства предприятий тяжелой индустрии СССР.
С 1950 года — заместитель, с 1951 — первый заместитель министра строительства предприятий тяжелой индустрии СССР.
С марта 1953 — заместитель министра строительства СССР.
С апреля 1954 — заместитель министра строительства предприятий металлургической и химической промышленности СССР.
С мая 1957 — заместитель председателя Кемеровского совнархоза.
С 1958 — главный инженер строительства Бхилайского металлургического завода в Индии.
С 1961 — заместитель министра строительства РСФСР.
В 1962 — первый заместитель председателя СНХ РСФСР.
С 1962 — советник посольства СССР в Республике Куба.
С марта 1963 года — заместитель председателя Государственного производственного комитета по монтажным и специальным строительным работам СССР.
С октября 1965 — заместитель министра монтажных и специальных строительных работ СССР.
С февраля 1967 — министр строительства предприятий тяжелой индустрии СССР.
Член КПСС с 1929 года. Член ЦК КПСС в 1971—1986 годах. Депутат Совета Союза Верховного Совета СССР 7-11 созывов (1966—1989) от Донецкой области.
С января 1986 — персональный пенсионер союзного значения.
Похоронен на Новодевичьем кладбище.

## Награды и звания
- Герой Социалистического Труда (1980).
- Награждён пятью орденами Ленина, орденом Отечественной войны 1-й степени, тремя орденами Трудового Красного Знамени, орденом Красной Звезды, орденом «Знак Почета».
- Лауреат Государственной премии СССР (1949).
- Почётная грамота Кабинета Министров Украины (3 марта 2000 года) — за значительный личный вклад в развитие тяжёлой индустрии в Украине, многолетний добросовестный труд, высокий профессионализм и по случаю 90-летия со дня рождения[6].
- Почётный член Российской академии архитектуры и строительных наук[7].